# توافق‌نامه بن (افغانستان)

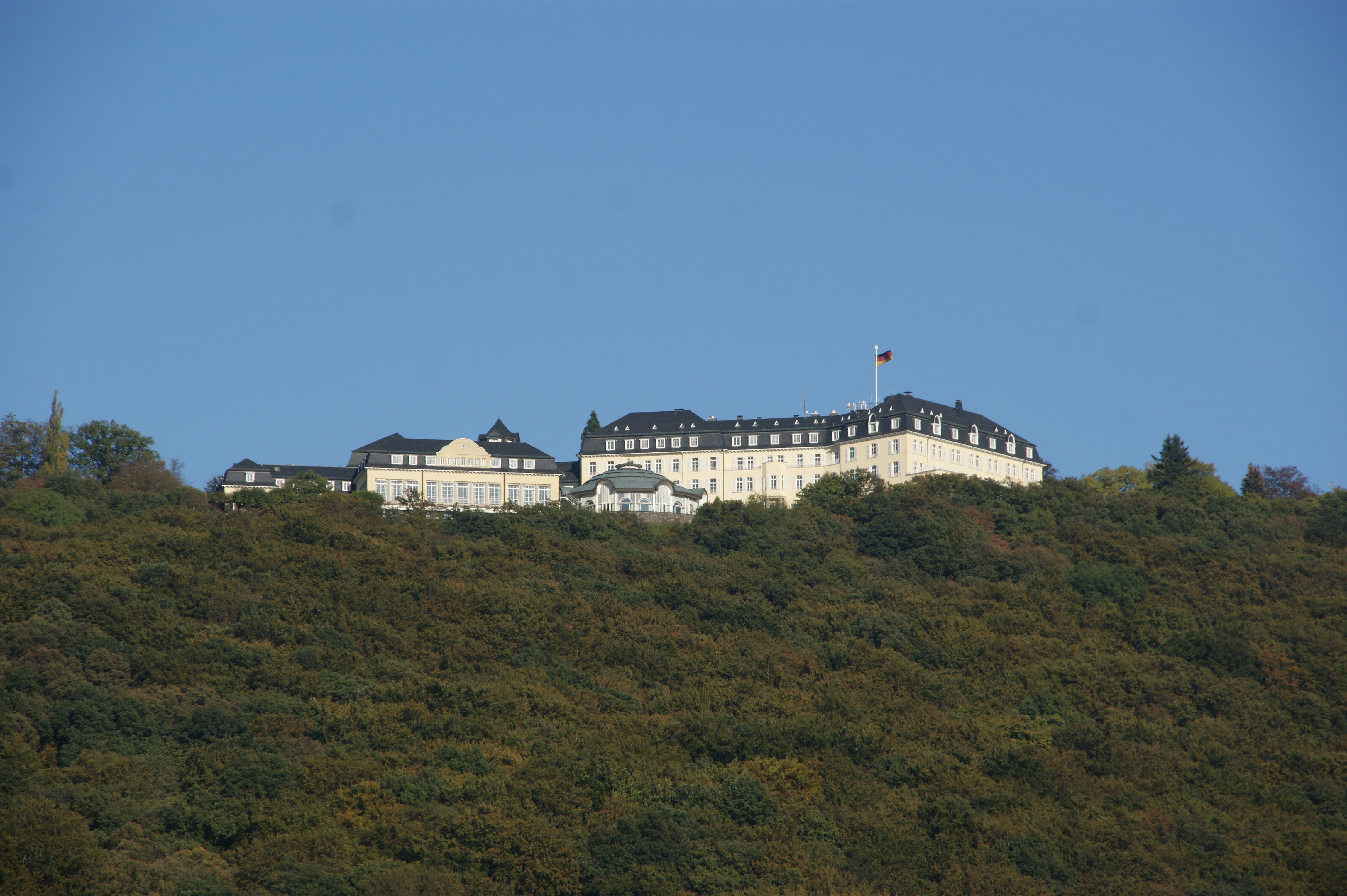
پترزبرگ در Königswinter (نزدیک بن) با مهمانخانه فدرال

توافق‌نامه بن یا توافق‌نامه ایجاد دولت موقت در افغانستان برای تأسیس دوباره مؤسسات دولتی دائمی اولین توافق‌نامه تصویب‌شده در ۵ دسامبر سال ۲۰۰۱ بود که با هدف ایجاد مجدد کشور افغانستان پس از حمله آمریکا به افغانستان در پاسخ به حملات تروریستی ۱۱ سپتامبر ۲۰۰۱ انجام‌شد. از آنجا که از سال ۱۹۷۹ به بعد هیچ دولت مورد تأیید مردم افغانستان وجود نداشته‌است، لازم بود برای تشکیل یک دولت ملی لویه‌جرگه انجام‌شود و حکومتداری به‌صورت دوره انتقالی باشد. با این وجود، در پی پیروزی سریع نیروهای ائتلاف شمال و ایالات متحده آمریکا باید اقدامات فوری انجام می‌شود.

## پیش‌زمینه
در دسامبر سال ۲۰۰۱، ۲۵ افغان برجسته تحت نظارت سازمان ملل در بن، آلمان برای تصمیم‌گیری در مورد برنامه‌ای برای اداره کشور باهم دیدار کردند. تصمیم بر این شد تا از رهبران جهادی که به اندازه کافی قادر به ایجاد اختلال در روند ساخت دولت بودند، نیز دعوت به‌عمل آید و به‌زودترین فرصت لویه‌جرگه اظطراری انجام شود. در نتیجه در ۲۲ دسامبر ۲۰۰۱، دولت موقت افغانستان متشکل از ۳۰ عضو تحت ریاست یک رئیس برای مدت شش‌ماه افتتاح‌شد و قرار شد پس از انجام انتخابات توسط یک مقام انتقالی دو ساله دنبال شود.
یکی از بخش‌های توافق‌نامه بن ایجاد نیروی بین‌المللی کمک به امنیت (ISAF) بود که پس از قطعنامه ۱۳۸۶ شورای امنیت سازمان ملل متحد آیساف را تأسیس کرد.

## ساختار دولت در افغانستان
پس از سقوط طالبان در سال ۲۰۰۱، توافق‌نامه بن اساس تلاش‌های دولت‌سازی تحت حمایت ایالات متحده و ناتو در افغانستان قرار گرفت. این توافق‌نامه به‌دنبال ایجاد قانون اساسی جدید، دادگستری مستقل، انتخابات آزاد و عادلانه، بخش امنیتی متمرکز و حمایت از حقوق زنان و اقلیت‌ها، مانند گروه‌های مذهبی و قومی بود. این الگو برای دولت‌سازی در افغانستان مبتنی بر «الگویی حداکثری از بازسازی پس از جنگ» بود که در دهه ۱۹۹۰ و پس از مداخلات بین‌المللی در بالکان، صحرا و تیمور شرقی ظاهر شد.
توافق‌نامه بن چارچوبی برای قانون اساسی بعدی که در سال ۲۰۰۴ نوشته‌شد و انتخابات ریاست جمهوری و پارلمان پس از آن قرار گرفت. این لزوم به وجود نهادهای قدرتمند و متمرکز دولتی تأکید می‌کرد، زیرا این کشور قبلاً برای ارائه خدمات و خدمات امنیتی به ساختارهای غیررسمی و قدرت‌های منطقه‌ای اعتماد کرده‌بود.
نقشه راه دولت‌سازی که با توافق‌نامه بن ایجاد شد، الگوی نامناسبی برای پرونده افغانستان بود و بعداً منجر به طیف وسیعی از موضوعات از جمله فساد دولت و بی کفایتی شد. از آنجا که توافق‌نامه بن نتوانست اختیارات مشترکی را در دولت افغانستان فراهم‌کند، باعث ایجاد جنگ داخلی بین دو "شبکه نخبگان" کشور و اتحاد شمال با فراکسیون پشتون شد. در نتیجه، اتحاد شمال بیشتر مواضع کابینه را در دولت افغانستان به عهده گرفت و از توانایی‌های زیادی برای تصمیم‌گیری برخوردار شد. این انحراف در قدرت سیاسی و رقابت‌های فراگیر درون کابینه در گزارش اولیه بانک جهانی ذکر گردید که "حتی در دولت مرکزی، اختلافات سیاسی فعلی، اجماعات معنی‌دار عناصر اصلی سیاست‌های برنامه جامع اصلاحات اداری را غیرممکن می‌کند. …" ناکامی‌های بعدی دولت افغانستان، از جمله ناتوانی در ارائه خدمات اساسی امنیتی و اجتماعی، ناشی از "مدل بازسازی فوق العاده جاه‌طلبانه" بود که در توافق‌نامه بن گنجانده شده‌بود. به‌دنبال این چالش‌ها، دولت افغانستان در امور عمومی پیمان‌سازی و دلالی سبک غیررسمی‌تری به‌خود گرفت. در نتیجه، توافق‌نامه بن را می‌توان عقب‌نشینی بزرگی در توسعه افغانستان به‌عنوان یک کشور و هم‌زمانی اقلیم‌های سیاسی دانست.

## قانون اساسی افغانستان
براساس موافقت‌نامه بن، کمیسیون قانون اساسی افغانستان برای تهیه پیش‌نویس قانون اساسی جدید با مشورت مردم ایجاد شد. توافق‌نامه بن خواستار تشکیل لویه‌جرگه طی ۱۸ ماه پس از تأسیس مرجع انتقالی و استفاده از قانون اساسی ۱۹۶۴ به‌عنوان منبع قانون اساسی جدید شد. قانون اساسی توسط لویه‌جرگه در ۴ ژانویه ۲۰۰۴ تصویب گردید.

## سیستم حقوقی
توافق‌نامه بن خواستار تشکیل کمیسیون قضایی برای بازسازی سیستم عدالت مطابق با اصول اسلامی، موازین بین‌المللی، حاکمیت قانون و سنت‌های حقوقی افغانستان شد.

## شاخه قضایی
توافق‌نامه بن خواستار تشکیل دادگاه عالی افغانستان شد.